# Sepiola rondeletii
Sepiola rondeletii är en bläckfiskart som beskrevs av Leach och D'Orbigny 1834 in Férussac. Sepiola rondeletii ingår i släktet Sepiola och familjen Sepiolidae. Inga underarter finns listade i Catalogue of Life.